# Euproctis pulverea
Euproctis pulverea är en fjärilsart som beskrevs av John Henry Leech 1888. Euproctis pulverea ingår i släktet Euproctis och familjen tofsspinnare. Inga underarter finns listade i Catalogue of Life.